# Sommer-Paralympics 2012/Teilnehmer (Bosnien und Herzegowina)
| stlisierte Goldmedaille | stlisierte Silbermedaille | stlisierte Bronzemedaille |
| ----------------------- | ------------------------- | ------------------------- |
| 1                       | —                         | —                         |

Bosnien und Herzegowina entsandte zu den Paralympischen Sommerspielen 2012 in London eine aus zwölf Sportlern bestehende Mannschaft – eine Frau im Bereich Leichtathletik und elf Männer für das Sitzvolleyball-Team.

## Teilnehmer nach Sportart

### Leichtathletik
Frauen
- Sanela Redzic

### Sitzvolleyball
Männer
- Safet Alibasic
- Nizam Cancar
- Sabahudin Delalic
- Mirzet Duran
- Ismet Godinjak
- Dzevad Hamzic
- Ermin Jusufovic
- Benis Kadric
- Adnan Kesmer
- Adnan Manko
- Asim Medic